# Lugeilang
Lugeilang – bóstwo ludów zamieszkujących Karoliny w Mikronezji. 
Był synem Aluelapa, wszechwiedzącym bogiem nieba i władcą świata. Do niego wznosili modły żeglarze, podróżnicy, stolarze i budowniczowie łodzi. Według wierzeń, zstąpił z nieba i nauczył ludzi fryzjerstwa, wykonywania tatuażu i wykorzystywania palmy kokosowej. 
Jego żoną była bogini Ilamamulul, miał dwoje dzieci Iolofatha i Khiou. 